# Олехнович, Николай Михайлович
Николай Михайлович Олехнович (бел. Мікалай Міхайлавіч Аляхновіч; род. 2 мая 1935, Вороничи, Новогрудское воеводство) — советский и белорусский физик, академик Национальной академии наук Беларуси (1996; член-корреспондент с 1989), доктор физико-математических наук (1988), профессор (1991). Заслуженный деятель науки Республики Беларусь (1999).

## Биография
Олехнович родился в деревне Вороничи (ныне — Слонимский район, Гродненская область) в крестьянской семье. После окончания в 1957 году физико-математического факультета БГУ он работал в Физико-техническом институте АН БССР, а с 1959 года — в Отделе физики твёрдого тела и полупроводников АН БССР, который вскоре был преобразован в Институт физики твердого тела и полупроводников АН БССР. В 1968—1989 годах он возглавлял лабораторию, а с 1993 по 2004 годы был директором этого института. Одновременно в 1997—2002 годах он выполнял обязанности академика-секретаря Отделения физики, математики и информатики НАН Беларуси. С 2004 года Олехнович является главным научным сотрудником Научно-практического центра НАН Беларуси по материаловедению.
С 1986 года Олехнович возглавлял филиал кафедры физики твердого тела Белорусского государственного университета в своём институте, читал лекции студентам. Был председателем совета по защите диссертаций при Научно-практическом центре НАН Беларуси по материаловедению и главным редактором журнала «Известия Национальной академии наук Беларуси. Серия физико-математических наук» (1998—2003). В 1996-1999 и 2002-2005 являлся заместителем председателя Белорусского физического общества.

## Научная деятельность
Научные работы Олехновича посвящены вопросам физики твёрдого тела, кристаллофизике. В защищённой в 1963 кандидатской диссертации он изучил пространственное распределение электронной плотности в кристаллах полупроводников, которое можно использовать для определения их физических характеристик. С 1967 Олехнович изучал дефекты в реальных кристаллах, разработал рентгеновский дифракционно-поляризационный метод анализа кристаллов, исследовал явления двулучепреломления и деполяризации рентгеновского излучения на дислокациях, эффект толщинных осцилляций интенсивности рассеяния рентгеновских лучей, что позволяет определять типы и количество дефектов. Он развил подход для описания фазовых превращений кристаллов типа перовскита, внес значительный вклад в создание новых материалов, которые могут быть использованы в твердотельной электронике.

## Публикации
Олехнович является автором 10 изобретений и более 300 научных публикаций, среди которых:
- Olekhnovich N.M., Olekhnovich A.I. Dynamic effects of diffuse X-ray scattering near Bragg reflections // physica status solidi (a). — 1981. — Vol. 67, № 2. — P. 427-433. — doi:10.1002/pssa.2210670210.
- Olekhnovich N.M., Karpei A.L. Dynamical effects of X-ray scattering in Laue geometry for Si crystals with structure defects // physica status solidi (a). — 1984. — Vol. 82, № 2. — P. 365-371. — doi:10.1002/pssa.2210820204.
- Олехнович Н.М. Интегральные характеристики дифракции рентгеновских лучей в монокристаллах с хаотическим распределением дислокаций // Металлофизика. — 1986. — Т. 8, № 1. — С. 48-53.
- Olekhnovich N.M., Pushkarev A.V. Birefringence and depolarition effects of X-ray scattering in Laue geometry for highly distorted crystals // physica status solidi (a). — 1990. — Vol. 119, № 1. — P. 27-34. — doi:10.1002/pssa.2211190103.
- Олехнович Н.М. Длины ненапряженных связей и соответствующие им радиусы катионов в кристаллах со структурой типа перовскита // Кристаллография. — 2004. — Т. 49, № 5.
- Олехнович Н.М. Напряженность межатомных связей и многоямный потенциал в кристаллах со структурой типа перовскита // Кристаллография. — 2005. — Т. 50, № 3.